# Acanthochitona
Acanthochitona is een geslacht van keverslakken uit de familie van de Acanthochitonidae. De wetenschappelijke naam van de soort is voor het eerst geldig gepubliceerd in 1821 door Gray.

## Soorten
- Acanthochitona achates (Gould, 1859)
- Acanthochitona andersoni Watters, 1981
- Acanthochitona angelica W.H. Dall, 1919
- Acanthochitona approximans (Hedley & Hull, 1912)
- Acanthochitona armata (Pease, 1872)
- Acanthochitona arragonites (Carpenter, 1857)
- Acanthochitona astrigera (Reeve, 1847)
- Acanthochitona avicula (Carpenter, 1864)
- Acanthochitona balesae Abbott, 1954
- Acanthochitona bednalli (Pilsbry, 1893)
- Acanthochitona biformis (Nierstrasz, 1905)
- Acanthochitona bisulcata (Pilsbry, 1894)
- Acanthochitona bonairensis Kaas, 1972
- Acanthochitona bouvieri (Rochebrune, 1881)
- Acanthochitona britayevi Sirenko, 2012
- Acanthochitona brookesi Ashby, 1926
- Acanthochitona brunoi Righi, 1971
- Acanthochitona burghardtae Clark, 2000
- Acanthochitona byungdoni Hong, Dell'Angelo & Van Belle, 1990
- Acanthochitona circellata (A. Adams & Reeve MS, Reeve, 1847)
- Acanthochitona ciroi Righi, 1971
- Acanthochitona communis Risso, 1826
- Acanthochitona complanata Hull, 1924
- Acanthochitona coxi (Pilsbry, 1894)
- Acanthochitona crinita (Kleine borstelkeverslak) (Pennant, 1777)
- Acanthochitona defilippii (Tapparone Canefri), 1874
- Acanthochitona discrepans (Brown, 1927)
- Acanthochitona dissimilis Is. & Iw. Taki, 1931
- Acanthochitona exquisita (Pilsbry, 1893)
- Acanthochitona fascicularis (Grote borstelkeverslak) (Linnaeus, 1767)
- Acanthochitona ferreirai Lyons, 1988
- Acanthochitona garnoti (Blainville, 1825)
- Acanthochitona gatliffi Ashby, 1919
- Acanthochitona granostriata (Pilsbry, 1894)
- Acanthochitona hemphilli (Pilsbry, 1893)
- Acanthochitona hirudiniformis
- Acanthochitona imperatrix Watters, 1981
- Acanthochitona intermedia (Nierstrasz, 1905)
- Acanthochitona joallesi (Rochebrune, 1881)
- Acanthochitona jucunda (Rochebrune, 1882)
- Acanthochitona jugotenuis Kaas, 1979
- Acanthochitona kimberi (Torr, 1912)
- Acanthochitona leopoldi (Leloup, 1933)
- Acanthochitona limbata Kaas, 1986
- Acanthochitona lineata Lyons, 1988
- Acanthochitona macrocystialis Ashby, 1924
- Acanthochitona mahensis Winckworth, 1927
- Acanthochitona mastalleri Strack, 1989
- Acanthochitona minuta Leloup, 1980
- Acanthochitona noumeaensis Leloup, 1941
- Acanthochitona oblonga Leloup, 1981
- Acanthochitona pelicanensis Mackay, 1929
- Acanthochitona penetrans Winckworth, 1933
- Acanthochitona penicillata (Deshayes, 1863)
- Acanthochitona pilsbryi (Sykes, 1896)
- Acanthochitona pygmaea Pilsbry, 1893
- Acanthochitona quincunx Leloup, 1981
- Acanthochitona retrojecta (Pilsbry, 1894)
- Acanthochitona rhodea (Pilsbry, 1893)
- Acanthochitona roseojugum Lyons, 1988
- Acanthochitona rubrolineata (Lischke, 1873)
- Acanthochitona saitoi Sirenko, 2012
- Acanthochitona saundersi Gowlett & Zeidler, 1987
- Acanthochitona savinkini Sirenko, 2012
- Acanthochitona scutigera (A. Adams & Reeve MS, Reeve, 1847)
- Acanthochitona shaskyi Ferreira, 1987
- Acanthochitona shirleyi Ashby, 1922
- Acanthochitona sibogae (Thiele, 1909)
- Acanthochitona spiculosa (Reeve, 1847)
- Acanthochitona subrubicunda Leloup, 1941
- Acanthochitona sueurii (Blainville, 1825)
- Acanthochitona terezae Guerra Júnior, 1983
- Acanthochitona thackwayi Ashby, 1924
- Acanthochitona thileniusi (Thiele, 1909)
- Acanthochitona variegata (Nierstrasz, 1906)
- Acanthochitona venezuelana Lyons, 1988
- Acanthochitona viridis (Pease, 1872)
- Acanthochitona woodwardi Kaas & Van Belle, 1988
- Acanthochitona worsfoldi Lyons, 1988
- Acanthochitona zebra Lyons, 1988
- Acanthochitona zelandica (Quoy & Gaimard, 1835)